# Atlético Mérida Fútbol Club
Atlético Mérida Fútbol Club es un club de fútbol profesional venezolano, establecido en la ciudad de Mérida,  estado Mérida, que milita en la Tercera División de Venezuela.

## Historia
Fue fundado el 15 de enero de 2015 por el Ing. Raul Arellano. Comenzaron su participación en el Nivelación 2015, segundo torneo de la temporada 2014-2015 de la Tercera División, entrando a competir como uno de los "aspirantes" a ingresar a la categoría. Comparte el Grupo Occidental con otros 7 conjuntos, entre ellos el FC Academia Élite, Junidense FC y Tovar FC, logrando finalizar el semestre en la cuarta casilla de grupo, sumando 21 unidades, logrando así los méritos deportivos para estar en la categoría en la siguiente temporada. En el Adecuación 2015, el cuadro merideño logra ser quinto de su grupo en el Clasificatorio 2015 obteniendo solamente 7 puntos en 10 partidos disputados, mientras que para el Nivelación 2015, comparte el Grupo Centro - Occidental con otros 4 conjuntos, sumando 7 unidades y finalizando en la tercera casilla, por detrás de Unión Lara S.C. y el conjunto filial de Zulia FC.
Para la Tercera División Venezolana 2016, toma parte en el Grupo Occidental II, que fue subdividido en "A" y "B", compartiendo el Grupo Occidental II-B Con los debutantes Atlético Los Andes, Deportivo Andes FC y el Iutenses FC del Estado Táchira. Finaliza el Apertura 2016 en la segunda casilla de grupo con 16 unidades. Antes del inicio del Torneo Clausura, participa en un cuadrangular amistoso con motivo de la Feria de Santa Cruz de Mora, donde llega a la final tras vencer a un combinado de jugadores de la localidad. Transcurridas las primeras 5 jornadas del Clausura 2016, es presentado un nuevo cuerpo técnico, liderado por Ricardo Colmenares con el fin de revertir el pobre comienzo del cuadro merideño en el torneo, el cual, finalizó en la tercera casilla de grupo con 10 unidades obtenidas a lo largo del semestre.

### Otras Categorías
Aparte de incursionar en la tercera categoría del balompié venezolano, el equipo merideño también participa en los torneos juveniles de carácter interregional organizados por la FVF y en la Liga Superior de Fútbol Sala.

## Estadio
En la temporada 2016 disputó sus partidos como local en el Estadio Metropolitano de Mérida; en sus inicios, hacía las veces de local en el Estadio Guillermo Soto Rosa, ambos ubicados en la ciudad de Mérida.

## Datos del club
- Temporadas en 1.ª División: 0
- Temporadas en 2.ª División: 0
- Temporadas en 3.ª División: 3 (2014-2015, (Adecuación 2015), 2016